# Институт за македонски език „Кръсте Мисирков“
Институтът за македонски език „Кръсте Мисирков“ (на македонска литературна норма: Институт за македонски јазик „Крсте Мисирков“) е научен институт към Скопския университет „Свети Кирил и Методий“, Република Северна Македония, който е основното регулаторно тяло на македонския литературен език. Институтът се занимава с историята, граматиката и развитието на македонската литературна норма.

## История
Основан е през март 1953 година, за да се регулира стандартизирането на македонската книжовна норма и да организира и контролира студиите за нея. Създаден е като наследник на Института за фолклор и литература. Първоначално институтът работи в рамките на Философския факултет, но бързо се превръща в независима институция. Издава списанието „Македонски язик“ и носи името на един от родоначалниците на македонизма – Кръсте Мисирков. Директор на института е Веселинка Лаброска, а секретар – Тоде Блажевски.

## Отдели
Институтът се състои от пет отдела:
- Отдел за история на македонския език
- Отдел за стандартен македонски език
- Отдел за диалектология
- Отдел за македонска лексикология и лексикография
- Отдел за ономастика

## Сграда
Сградата на Института, построена в 1968 година от архитект Александър Серафимов, е обявена за паметник на културата.